# Civitates Orbis Terrarum
Le Civitates Orbis Terrarum (Cités du Monde) est un livre de géographie illustré publié à Cologne entre 1572 et 1617, considéré comme l'un des premiers atlas rassemblant des vues et plans de villes du monde. Il est édité par Georg Braun, en collaboration avec le cartographe Frans Hogenberg et plusieurs autres artistes.

## Présentation
L'édition complète se compose de six volumes au format 280 x 410 mm, qui contiennent au total 546 images, correspondant à plus de 500 villes. L'ensemble compte environ 1600 pages. L'ambition de cet atlas est de représenter les villes les plus célèbres du monde, avec à chaque fois au moins une gravure en couleur.

### Volumes
Les six volumes de l'édition originale sont en latin.
- I. Civitates Orbis Terrarum (Liber Primus) - 1572 (59 planches)
- II. De Praecipuis, Totius Universi Urbibus, Liber Secundus - 1575 (59 planches)
- III. Urbium Praecipuarum Totius Mundi, Liber Tertius - 1581 (59 planches)
- IV. Liber Quartus Urbium Praecipuarum Totius Mundi - 1588 (59 planches)
- V. Urbium Praecipuarum Mundi Theatrum Quintum - 1598 (69 planches)
- VI. Theatri Praecipuarum Totius Mundi Urbium, Liber Sextus - 1617 (58 planches)

### Villes traitées
L'immense majorité des estampes de Civitates Orbis Terrarum sont des vues de villes européennes. Quelques villes africaines, asiatiques et sud-américaines sont également présentes.

#### Afrique
17 villes : Alexandrie, Alger, Casablanca (Anfa), Arzila, Azemmour (Azaamurum), Le Caire, Ceuta, Kilwa, Mahdia, Mina, Mombasa, Peñón de Vélez, Safi, Sali, Sofala, Tanger, Tunis.

#### Amérique
2 villes : Mexico, Cuzco.

#### Asie
6 villes : Aden, Calicut, Cannanore, Diu, Goa, Ormuz.

## Iconographie
La plupart des gravures comportent un titre en latin. La taille des vues est variable : certaines sont présentes seules sur une double planche, tandis que d'autres sont regroupées sur une même planche.

### Typologie des vues urbaines
Plusieurs types de représentations cohabitent dans les six volumes : des panoramas, des plans ou vues à vol d'oiseau. Toutes sont des vues générales, donnant à voir la ville dans son ensemble (ou au moins en grande partie).
La grande majorité des vues de villes sont considérées par les spécialistes comme étant fidèles ou très fidèles, en matière de topographie et représentation du bâti. Cet atlas se distingue ainsi nettement des livres illustrés du Moyen Âge ou des débuts de la Renaissance, qui contenaient des vues urbaines non réalistes ou génériques (une même vue pouvant illustrer plusieurs villes).

### Figures humaines
Près des trois-quarts des images contiennent la représentation au premier plan d'hommes et de femmes, symbolisant des habitants de la ville figurée.

## Auteurs et réalisation
Georg Braun dirige et coordonne cet ambitieux projet : il en est l'éditeur, il recrute les artistes, compile des vues, rassemble des textes et en rédige lui-même.
Plusieurs autres artistes participent, en particulier pour l'iconographie : 
- Frans Hogenberg

- Joris Hoefnagel est l'auteur de panoramas

- Simon Novellanus
- Le cartographe Jacob Van Deventer a réalisé une partie des cartes des villes belges et des Pays-Bas.

## Postérité et intérêt
Il s'agit de l'un des livres géographiques illustrés les plus célèbres de l'époque moderne. Il a fait l'objet de nombreuses rééditions dès le XVIIe siècle. Son intérêt réside notamment dans la très large couverture géographique des villes sélectionnées, dans de nombreux pays et sur plusieurs continents.
Cette source a fait l'objet de nombreuses études et publications, dans plusieurs domaines, de manière générale (histoire de la cartographie, histoire de la gravure) ou pour des villes en particulier (histoire et géographie locales).

## Sélection de vues

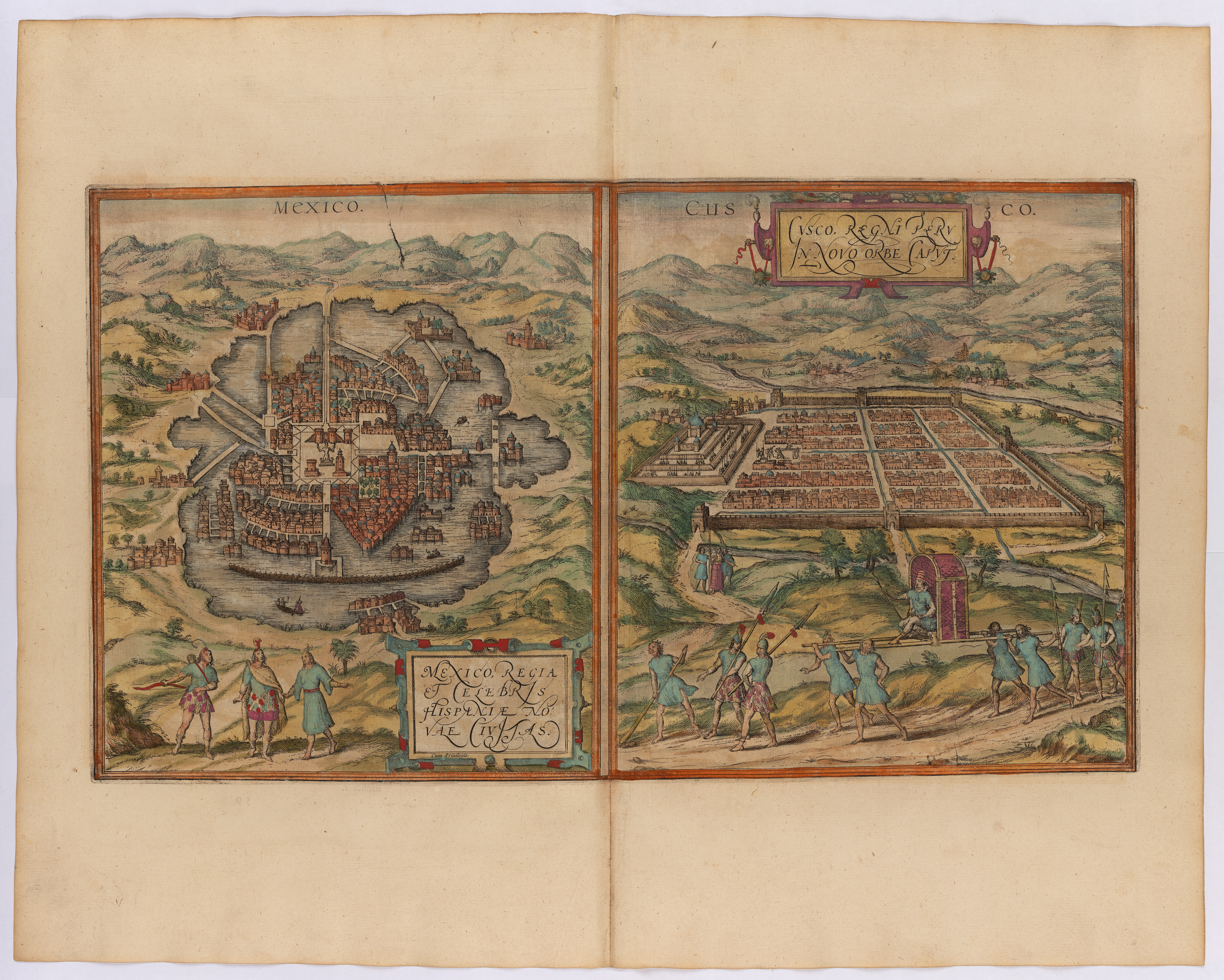
Mexico et Cusco
Urbino
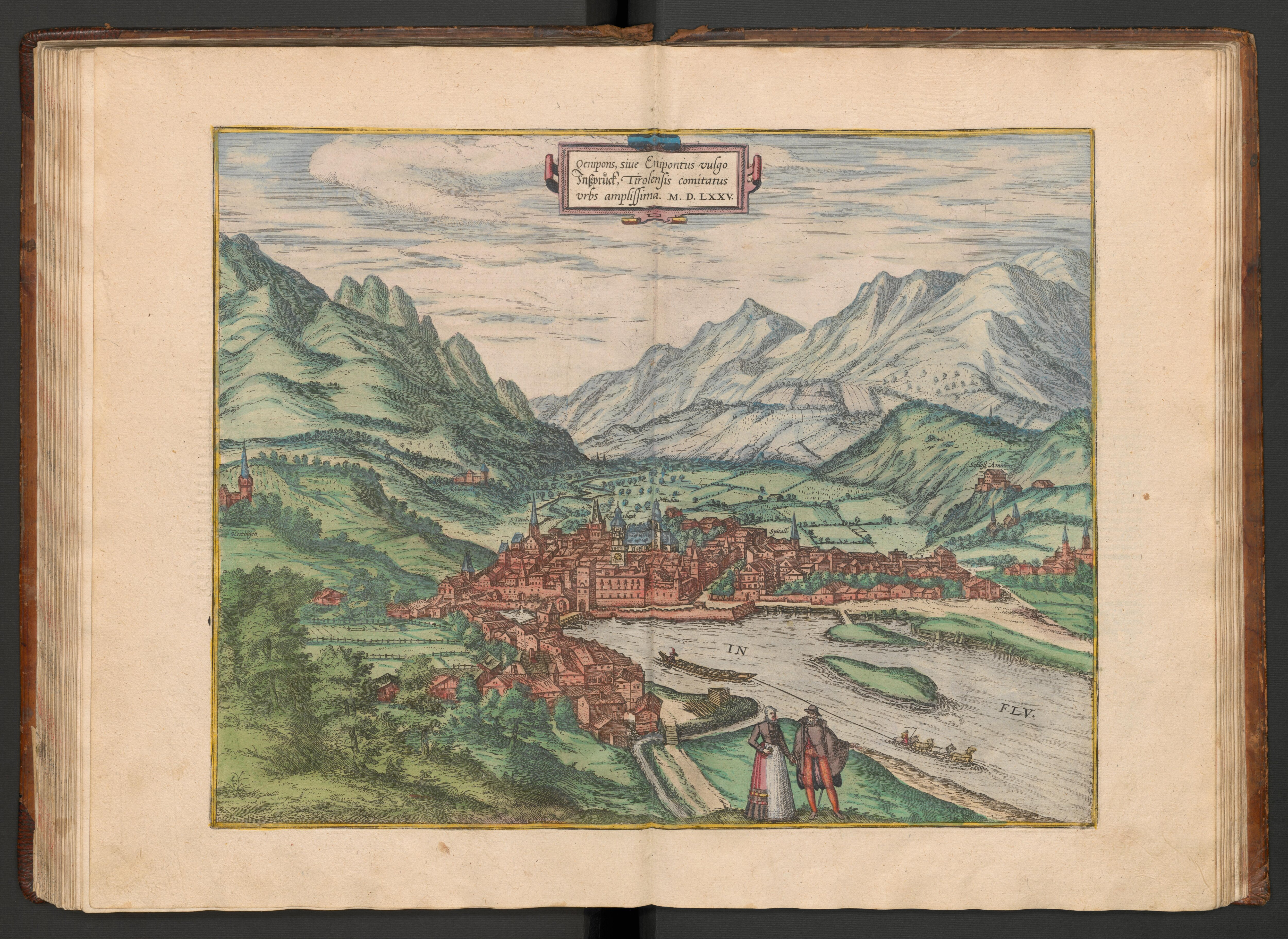
Innsbruck
Aden, Mombasa, Kilwa (Quiloa) and Sofala (Cefala)

#### Rééditions commentées (ouvrages reproduisant les planches)
- Stephan Füssel (dir.), Villes du Monde: 363 gravures révolutionnent l'image du monde, édition intégrale des planches coloriées, 1572-1617, d'après l'original du Historisches Museum Frankfurt, Cologne, Taschen, 2011, 501 p. (ISBN 978-3-8365-2684-5).
- Lelio Pagani (préfacier), Les Cités du monde : les planches de l'édition de 1572 du Civitates Orbis Terrarum, Vol. 1 : Europe - Afrique - Asie et Vol 2. : Europe - Amériques, Paris, Bookking International, 1990.
- (en) R. A. Skelton (introduction), Braun & Hogenberg : Civitates Orbis Terrarum, 1572-1618, in six parts, Amsterdam, Theatrum Orbis Terrarum, 1965.